# توم فانهودت
توم فانهودت مواليد 28 يوليو 1972 في بلجيكا، هو لاعب كرة مضرب بلجيكي سابق بدأ مسيرته كمحترف سنة 1991 وكان يلعب باليد اليمنى، اعتزل اللعب في 2005. أعلى تصنيف له في الفردي كان المركز الـ 203 في سنة 1996. أعلى تصنيف له في الزوجي كان المركز الـ 36 في سنة 2001.

## روابط خارجية
- توم فانهودت على موقع رابطة محترفي التنس (الإنجليزية)
- توم فانهودت على موقع الاتحاد الدولي لكرة المضرب (الإنجليزية)
- توم فانهودت على موقع كأس ديفيز (الإنجليزية)
- توم فانهودت على موقع خلاصة التنس.كوم (الإنجليزية)